# Charlotte Ayanna
Charlotte Ayanna (născută Charlotte Lopez; n. 25 septembrie 1976, San Juan, Puerto Rico) este o actriță americană de origine portoricană, care a fost adoptată la vârsta de 17 ani. In 1993 câștigă titlui de Miss Teen USA, și va studia la University of California.

## Filmografie

### Film
| An   | Titlu                      | Rol                   | Note                  |
| ---- | -------------------------- | --------------------- | --------------------- |
| 1997 | Trojan War                 | Nina                  |                       |
| 1998 | Telling You                | Allison Fazio         |                       |
| 1999 | Jawbreaker                 | Elizabeth 'Liz' Purr  |                       |
| 1999 | The Rage: Carrie 2         | Tracy                 |                       |
| 2000 | Dancing at the Blue Iguana | Jessie                |                       |
| 2001 | Stealing Time              | Samantha 'Sam' Parkes | AKA, Rennie's Landing |
| 2001 | Love the Hard Way          | Claire Harrison       |                       |
| 2001 | Training Day               | Lisa                  |                       |
| 2001 | Kate & Leopold             | Patrice               |                       |
| 2002 | Spun                       | Amy                   |                       |
| 2005 | Once Upon a Wedding        | Margarita             |                       |
| 2006 | Push                       | Lisa                  |                       |
| 2006 | The Push                   | Macey                 |                       |
| 2006 | No. 6                      | Mila                  | Film de scurtmetraj   |
| 2007 | The Insatiable             | Tatiana               |                       |
| 2010 | Errand boy                 | Candi                 | Film de scurtmetraj   |
| 2010 | Rain from Stars            | Nora                  |                       |

### Televiziune
| An   | Titlu                         | Rol            | Note                                               |
| ---- | ----------------------------- | -------------- | -------------------------------------------------- |
| 1995 | Weird Science                 | Annie          | Episodul: "Dead Can Dance"                         |
| 1996 | Weird Science                 | Jessie Wendy   | Episodul: "Puppet Love" Episodul: "Phantom Scampi" |
| 1996 | Beverly Hills, 90210          | Beth Rawlings  | Episodul: "Here We Go Again"                       |
| 1996 | The Steve Harvey Show         | Jody           | Episodul: "Pool Sharks Git Bit"                    |
| 1996 | The Secret World of Alex Mack | Hannah Mercury | Episodul: "The Understudy"                         |
| 1997 | The Secret World of Alex Mack | Hannah Mercury | Episodul: "Without Feathers"                       |
| 1998 | Profiler                      | Kristen        | Episodul: "Cravings"                               |
| 2004 | Entourage                     | Joanne         | Episodul: "Date Night"                             |